# Rhopalorhynchus kroeyeri
Rhopalorhynchus kroeyeri är en havsspindelart som beskrevs av Wood-Mason, J. 1873. Rhopalorhynchus kroeyeri ingår i släktet Rhopalorhynchus och familjen Colossendeidae. Inga underarter finns listade i Catalogue of Life.